# Henri Betti
Pour les articles homonymes, voir Betti.
Œuvres principales
- Notre Espoir (1941)
- La Chanson du maçon (1941)
- La Polka des barbus (1942)
- La Fête à Neu-Neu (1943)
- Le Régiment des mandolines (1946)
- Mais qu’est-ce que j’ai ? (1947)
- C'est si bon (1947)
- Maître Pierre (1948)
- Rien dans les mains, rien dans les poches (1948)
- Les Baobabs (1949)
- Le Vrai Mambo (1952)
- Deux amoureux sur un banc (1954)
- Donnez-moi tout ça (1955)
- C'est Noël (1956)
- Avec (1959)
- Paris mes amours (1959)

Henri Betti est un compositeur et un pianiste français né Ange Betti le 24 juillet 1917 à Nice et mort le 7 juillet 2005 à Courbevoie.
Compositeur et pianiste-accompagnateur de Maurice Chevalier de 1940 à 1945 pour lequel il a notamment composé la musique de Notre Espoir, La Polka des barbus (paroles de Maurice Chevalier), La Chanson du maçon et La Fête à Neu-Neu (paroles de Maurice Vandair), Henri Betti est surtout connu pour avoir composé la musique de C'est si bon, Rien dans les mains, rien dans les poches (paroles d’André Hornez), Mais qu’est-ce que j’ai ? (paroles d'Édith Piaf) et Maître Pierre (paroles de Jacques Plante) qui ont été interprétées par Yves Montand.

## Biographie
Henri Betti naît dans le Vieux-Nice en 1917 d’une famille modeste : son père est peintre en bâtiment, sa mère poissonnière. Sa famille paternelle est originaire de la région d’Émilie-Romagne en Italie : son grand-père est né à Parme en 1862 et il a immigré à Nice en 1893 avec son épouse et ses enfants.
En 1934, il entre au Conservatoire national de musique de Paris qui est alors dirigé par Henri Rabaud pour faire ses études musicales dans la classe d'harmonie de Raymond Pech où il a notamment Charles Jay, Louiguy et Pierre Nerini comme camarades. Il obtient un Prix d'harmonie en 1937.
Il se destine alors à une carrière de pianiste classique mais en 1940, alors qu’il vient d’être démobilisé de son service militaire du 72e BAF à Briançon, il croise Roger Lucchesi sur la Promenade des Anglais qui lui dit qu’il a écrit une chanson pour Maurice Chevalier et lui demande de l’accompagner au piano quand il la lui présentera dans sa propriété La Louque à La Bocca. Maurice Chevalier refuse la chanson mais il demande à Henri Betti d’être son pianiste-accompagnateur. Soucieux de renouveler son répertoire, il lui demande également de lui écrire des chansons. Henri Betti compose alors la musique d'une quarantaine de chansons avec des paroles de Maurice Chevalier et de Maurice Vandair jusqu’en 1945.
Il entre à la SACEM le 5 septembre 1941 en qualité de compositeur et il est nommé sociétaire définitif le 9 mars 1949.
De 1961 à 1975, il est commissaire du conseil d’administration de la SACD et en 1982, 1983, de 1985 à 1987 et de 1989 à 1992, il est membre du conseil d’administration de la SACEM.
Henri Betti meurt en 2005 dans une maison de retraite à Courbevoie. Ses obsèques ont lieu à l’église Saint-Pierre de Neuilly-sur-Seine ; il est ensuite incinéré au crématorium du Mont Valérien à Nanterre et enterré au cimetière ancien de Neuilly-sur-Seine (11e division).

### Vie privée
Henri Betti a épousé le 30 juillet 1949 à Bois-Colombes la danseuse Françoise Engels (1929-2023), rencontrée sur l'opérette Baratin cette même année. Ses témoins de mariage étaient Bruno Coquatrix et André Hornez. Le couple a eu trois enfants et le parrain et la marraine de leur premier enfant étaient André Hornez et Paulette Coquatrix.
Henri Betti était le frère de l’artiste lyrique Freda Betti et l’arrière-grand-oncle du footballeur Alexy Bosetti.

### Distinctions
Prix Daris avec Maurice Chevalier et Maurice Vandair pour La Chanson du maçon en 1942.
Chevalier de l'Ordre des Palmes Académiques en 1960.
Prix Maurice-Yvain en 1980.
Médaille de la SDRM en 1985.
Médaille de la SACEM en 1991 et en 1994.

### Hommages
En 2006, son fils a réalisé les gravures musicales et écrit les commentaires de l'album Une Vie en Chansons. Dans cet album qui est publié par Paul Beuscher, il y a les partitions de musique de 12 chansons d'Henri Betti : Notre Espoir (paroles de Maurice Chevalier), La Chanson du maçon, Chanson Populaire (paroles de Maurice Chevalier et Maurice Vandair), Le Régiment des mandolines (paroles de Maurice Vandair), C'est si bon (paroles d'André Hornez), Mais qu’est-ce que j’ai ? (paroles d'Édith Piaf), Rien dans les mains, rien dans les poches (paroles d'André Hornez), Maître Pierre (paroles de Jacques Plante), Toutes les femmes, Deux amoureux sur un banc, Elle et lui (paroles d'André Hornez) et Comme c'est bon chez toi (paroles de Pierre Cour).
En 2018, Benoît Duteurtre anime une émission de radio, Étonnez-moi Benoît, sur la carrière d'Henri Betti avec la participation du fils et du petit-fils du compositeur. Dans cette émission qui est diffusée sur France Musique le 28 avril, 10 chansons d'Henri Betti sont diffusées : Le Régiment des mandolines (par Lily Fayol), Tout ça c'est Marseille (par Fernandel), Notre espoir (par Maurice Chevalier), Mais qu’est-ce que j’ai ? (par Yves Montand), C'est si bon (par Jean Marco puis les Sœurs Étienne), Les Baobabs (par Roger Nicolas), Je cherche un cœur (par Jacques Pills), Grenelle (par Suzy Delair), Il fait beau (par Tino Rossi) et La Chanson du maçon (par Maurice Chevalier).
La même année, un square situé à la rue Saint-Joseph dans le Vieux-Nice prend son nom.

## Carrière

### Théâtre

#### Opérettes et pièces de théâtre
- 1946-1947 : Mam'zelle Printemps, mise en scène de Maurice Poggi, livret de Georges-Marie Bernanose, paroles de Maurice Vandair, Théâtre Moncey
- 1949-1952 : Baratin, mise en scène d’Alfred Pasquali, livret de Jean Valmy, paroles d’André Hornez, Théâtre de l'Européen
- 1950-1951 : L'École des femmes nues, mise en scène de Max Révol, livret de Serge Veber, paroles de Jean Boyer, Théâtre de l'Étoile
- 1953-1954 : Mobilette, mise en scène de Jean-Marc Thibault, livret de Serge Veber, paroles d’André Hornez, Théâtre de l'Européen
- 1957-1958 : Maria Flora, mise en scène de Maurice Lehmann, livret et paroles de Raymond Vincy, Théâtre du Châtelet
- 1958-1959 : Ta bouche bébé, mise en scène de Maurice Poggi, dialogues de Yvan Audouard et Jean Valmy, Comédie-Caumartin
- 1959-1960 : Ballets Rosses, mise en scène de Maurice Poggi, dialogues de Yvan Audouard et Jean Valmy, Comédie-Caumartin
- 1960-1961 : Vive de..., mise en scène de René Dupuy, dialogues de Jacques Grello, Robert Rocca et Pierre Tchernia, Théâtre Gramont
- 1960-1961 : Le Mobile, mise en scène de Jean-Pierre Grenier, dialogues d'Alexandre Rivemale, Théâtre Fontaine
- 1961-1962 : Un certain Monsieur Blot, mise en scène de René Dupuy, dialogues de Robert Rocca, Théâtre Gramont
- 1961-1962 : Les Béhohènes, mise en scène de Jean-Pierre Darras, dialogues de Jean Cosmos, Théâtre du Vieux-Colombier
- 1969-1970 : Le Marchand de soleil, mise en scène de Robert Manuel, livret de Robert Thomas, paroles de Jacques Mareuil, Théâtre Mogador

#### Revues
Au Casino de Paris
- 1942 : Pour toi Paris

Aux Folies Bergère
- 1952-1954 : Une Vraie Folie
- 1955-1957 : Ah ! Quelle Folie
- 1958-1960 : Folies Légères
- 1961-1963 : Folies Chéries
- 1964-1967 : Folies en Fêtes
- 1968-1971 : Et Vive la Folie
- 1972-1976 : J’Aime à la Folie
- 1977-1981 : Folies, je t’Adore
- 1982-1986 : Folies de Paris

Au Lido
- 1956 : C’est Magnifique
- 1957-1958 : Prestige
- 1959-1960 : Avec Plaisir
- 1961 : Pour Vous
- 1962-1963 : Suivez-Moi

À l’Olympia
- 1959-1960 : Paris mes Amours

Au Moulin-Rouge
- 1963-1964 : Frou Frou
- 1965-1966 : Frisson
- 1967-1969 : Fascination
- 1970-1972 : Fantastic
- 1973-1975 : Festival
- 1976-1978 : Follement
- 1979-1982 : Frénésie
- 1983-1988 : Femmes, Femmes, Femmes

Au Broadway Theatre
- 1964 : Folies Bergère

### Filmographie

#### Cinéma
- 1953 : Cent Francs par seconde de Jean Boyer
- 1953 : Le Dernier Robin des Bois d’André Berthomieu
- 1953 : Soyez les bienvenus de Pierre-Louis
- 1953 : Le Portrait de son père d’André Berthomieu
- 1954 : L'Œil en coulisses d’André Berthomieu
- 1955 : Les deux font la paire d’André Berthomieu
- 1956 : Les Duraton d’André Berthomieu
- 1956 : La Joyeuse Prison d’André Berthomieu
- 1956 : Baratin de Jean Stelli
- 1956 : Honoré de Marseille de Maurice Régamey
- 1957 : L'Auberge en folie de Pierre Chevalier
- 1959 : Cigarettes, Whisky et P'tites Pépées de Maurice Régamey
- 1959 : Visa pour l'enfer d’Alfred Rode

#### Télévision
- 1963 : La voix dans le verre, téléfilm de Lazare Iglésis
- 1963 : L'un d'entre vous, téléfilm de Lazare Iglesis
- 1963 : Blagapar : les Grecs, téléfilm de Lazare Iglesis
- 1964 : Blagapar : les Contractuels, téléfilm de Jean-Paul Sassy
- 1964 : Blagapar : Versailles, téléfilm de Lazare Iglesis
- 1966 : L'École des cocottes, téléfilm de Lazare Iglesis
- 1966 : Comment ne pas épouser un milliardaire, série télévisée de Lazare Iglesis
- 1966 : La Chasse au météore, téléfilm de Lazare Iglesis
- 1970 : Ne vous fâchez pas Imogène, téléfilm de Lazare Iglesis
- 1971 : La petite Catherine, téléfilm de Lazare Iglesis

### Apparitions à l'écran

#### Cinéma

##### Courts métrages
- 1951 : Compositeurs et Chansons de Paris d'Henri Verneuil : lui-même.
- 1953 : Trois Hommes et un piano d'André Berthomieu : lui-même.
- 1957 : Rendez-vous avec Maurice Chevalier n°2 de Maurice Régamey : lui-même.
- 1960 : Le Rondon d'André Berthomieu : lui-même.

##### Longs métrages
- 1953 : Soyez les bienvenus de Pierre-Louis : le pianiste.
- 1954 : Les deux font la paire d'André Berthomieu : le pianiste.
- 1954 : L'Œil en coulisses d'André Berthomieu : le pianiste.

#### Télévision

##### Émissions
- 1956 : La Course aux Étoiles (16 janvier) - RTF
- 1956 : 36 chandelles (30 janvier) - RTF
- 1956 : La Joie de vivre (3 avril) - RTF
- 1957 : 36 chansons (27 janvier et 10 mars) - RTF
- 1958 : 36 chandelles (28 avril) - RTF
- 1959 : Les Joies de la vie (6 avril) - RTF
- 1960 : Toute la chanson (27 juin) - RTF
- 1960 : Rue de la Gaîté (20 octobre) - RTF
- 1960 : Au-delà de l'écran (23 octobre) - RTF
- 1960 : Discorama (18 novembre) - RTF
- 1965 : Le Palmarès des chansons (2 décembre) - ORTF
- 1968 : Tel quel (30 janvier) - ORTF
- 1985 : Thé dansant (9 juin) - Antenne 2
- 1988 : Soir 3 (11 septembre) - FR3
- 1988 : La Chance aux chansons (15 septembre) - TF1
- 1990 : Midi 3 (30 mars) - FR3
- 1993 : La Chance aux chansons (15 et 16 mars) - France 2
- 2001 : Les Refrains de la mémoire (30 septembre) - La Cinquième

##### Documentaires
- 1962 : Dans la vie faut pas s'en faire de Georges Folgoas - RTF
- 1972 : Hommage à Maurice Chevalier de Georges Paumier - ORTF
- 1979 : Nous les artistes : Maurice Chevalier de Catherine Dupuis - TF1

### Chansons

#### Chansons par interprètes
- Andrex
  - Il Faut Chanter (paroles d'Albert Bossy)
  - La Pagaïa (paroles de Jean Boyer)
- Étienne Arnaud
  - La Fête à Neu-Neu (paroles de Maurice Vandair)
- Rose Avril
  - Le Manzanilla (paroles de Maurice Vandair)
- Joséphine Baker
  - Avec (paroles d'André Hornez)
  - Paris mes amours (paroles d'André Hornez)
    - Chantées dans la revue Paris mes Amours
- Luc Barney
  - Rien dans les mains, rien dans les poches (paroles d'André Hornez)
- José Bartel
  - Donnez-moi tout ça (paroles d'André Hornez)
- Ginette Baudin
  - Le Vrai Mambo (paroles d'André Hornez)
  - Les Baobabs (paroles d'André Hornez)
- Armand Bernard
  - Octave (paroles de Maurice Vandair)
    - Chantée dans l'opérette Mam'zelle Printemps
- Silvana Blasi
  - Prends Garde à Toi (paroles d'André Hornez)
    - Chantée dans la revue Folies Chéries
- Bourvil
  - En Nourrice (paroles de Maurice Vandair et Bourvil)
  - Je m'en Veux (paroles d'André Hornez)
- Reda Caire
  - Au Fond de la Vallée... (paroles de Tony Andal)
- Nila Cara
  - Mais qu’est-ce que j’ai ? (paroles d'Édith Piaf)
- Maurice Chevalier
  - À Barcelone (paroles de Maurice Chevalier)
  - Ali Ben Baba (paroles de Maurice Chevalier)
  - Amuse-toi (paroles de Maurice Chevalier)
  - Arc-en-Ciel (paroles de Maurice Chevalier)
  - Bonsoir Messieurs Dames ! (paroles de Maurice Vandair et Maurice Chevalier)
  - C’est comme ça (paroles de Maurice Chevalier et Raymond Vincy)
    - Chantée dans la revue Pour toi Paris

  - C’était un Chanteur de Charme (paroles de Maurice Chevalier et Léon-René Dauven)
    - Chantée dans la revue Pour toi Paris

  - La Chanson du maçon (paroles de Maurice Vandair et Maurice Chevalier)
  - Chanson Populaire (paroles de Maurice Vandair et Maurice Chevalier)
  - Chapeau de Paille (paroles d'Albert Willemetz et Jean Le Seyeux)
    - Chantée dans le court-métrage Rendez-vous avec Maurice Chevalier

  - Deux amoureux sur un banc (paroles d'André Hornez)
    - Chantée dans le court-métrage Rendez-vous avec Maurice Chevalier

  - La Fête à Neu-Neu (paroles de Maurice Vandair et Maurice Chevalier)
  - Je n’ai Besoin que d’un Cœur (paroles de Maurice Chevalier)
  - La Leçon de Piano (paroles de Maurice Vandair)
  - Loulou (paroles de Maurice Chevalier)
    - Chantée dans la revue Pour toi Paris

  - Madam’ Madame (paroles d'André Hornez)
  - Mandarinade (paroles de Maurice Chevalier et Pierre Gilbert)
  - Merci mon Amour ! (paroles de Maurice Chevalier)
  - Môme de Môme (paroles de Maurice Chevalier)
  - Mon P'tit Moustique (paroles d'André Hornez)
    - Chantée dans le court-métrage Rendez-vous avec Maurice Chevalier

  - Monotonie (paroles de Maurice Vandair et Maurice Chevalier)
  - Notre Espoir (paroles de Maurice Chevalier)
  - On Veut tant s’Aimer (paroles de Maurice Chevalier)
  - L’Orientale (paroles d'André Hornez)
  - Oui, Oui, Paris (paroles d'André Hornez)
  - Le P’tit Père la Taupe (paroles de Maurice Chevalier)
  - La Polka des barbus (paroles de Maurice Chevalier)
    - Chantée dans la revue Pour toi Paris

  - Pour toi Paris (paroles de Maurice Chevalier et Henri Varna)
    - Chantée dans la revue Pour toi Paris

  - Le Régiment des Jambes Louis XV (paroles de Maurice Chevalier)
  - Les Rondondons (paroles de Maurice Vandair et Maurice Chevalier)
  - Toi… Toi… Toi… (paroles de Maurice Chevalier)
  - Y a tant de Jolies Filles (paroles de Guy Favereau)
    - Chantée dans le court-métrage Rendez-vous avec Maurice Chevalier
- Les Compagnons de la chanson
  - Elle Chante (paroles de René Rouzaud)
  - Maître Pierre (paroles de Jacques Plante)
- Jean-Pierre Darras et Philippe Noiret
  - Consuela (paroles de Jean Cosmos)
  - Marche Grecque (paroles de Jean Cosmos)
  - Mon Grand (paroles de Jean Cosmos)
  - Paris-Paname (paroles de Jean Cosmos)
- André Dassary
  - La Route qui Chante (paroles de Raymond Vincy)
    - Chantée dans l'opérette La Route qui Chante
- Suzy Delair
  - Faisons Semblant d’Être Amoureux (paroles d'André Hornez)
  - Grenelle (paroles d'André Hornez)
  - La Mobilette (paroles d'André Hornez)
    - Chantées dans l'opérette Mobilette

  - Le Manzanilla (paroles de Maurice Vandair)
  - C'est si bon (paroles d'André Hornez)
- Jula De Palma
  - C'est si bon (paroles d'André Hornez)
  - Maître Pierre (paroles de Jacques Plante)
- Les Djinns
  - C'est si bon (paroles d'André Hornez)
  - Top Tipi Top (paroles de Raymond Vincy)
- Dominique
  - Comme par Hasard (paroles de Jacques Dambrois)
- Éliane Dorsay
  - Le Bonheur du Monde (paroles de Maurice Vandair)
  - Sérénade au Nuage (paroles de Maurice Vandair)
- Lucille Dumont
  - Maître Pierre (paroles de Jacques Plante)
  - Le Régiment des mandolines (paroles de Maurice Vandair)
- Éliane Embrun
  - Au Fond de la Vallée... (paroles de Tony Andal)
- Les Sœurs Étienne
  - Les Baobabs (paroles d'André Hornez)
  - C’est à Brasilia (paroles de Pascal Sevran)
  - C'est si bon (paroles d'André Hornez)
  - Ce n’est pas Lui (paroles d'André Hornez)
  - Donnez-moi tout ça (paroles d'André Hornez)
  - Rien dans les mains, rien dans les poches (paroles d'André Hornez)
  - Toutes les Femmes (paroles d'André Hornez et René Rouzaud)
- Paulette Fargue
  - Farandole en Provence (paroles de Maurice Vandair)
  - Son Amour (paroles de Maurice Vandair)
    - Chantées dans l'opérette Mam'zelle Printemps
- Lily Fayol
  - Le Régiment des mandolines (paroles de Maurice Vandair)
  - Une Aiguille dans un Tas de Foin (paroles de Maurice Vandair)
  - Le Bandonéon (paroles de Maurice Vandair)
    - Chantées dans l'opérette Mam'zelle Printemps

  - Le Chapeau à Plumes (paroles de Maurice Vandair)
  - Entre ses Bras (paroles d'André Hornez)
- Fernandel
  - C'est Noël (paroles de Jean Manse)
  - Oh ! Honoré (paroles de Jean Manse)
  - Quel Plaisir ! Quel Travail ! (paroles de Jean Manse)
  - Tout ça c’est Marseille (paroles de Jean Manse)
    - Chantées dans le film Honoré de Marseille

  - Fais-moi Peur ! (paroles d'Yves Favier et Pierre Sarcelle)
  - Vacances (paroles d'Yves Favier)
- Jacqueline François
  - Maître Pierre (paroles de Jacques Plante)
- Henri Génès
  - L’Oeil en Coulisse (paroles d'André Hornez et André Berthomieu)
  - On n’est pas des Manchots (paroles d'André Hornez et André Berthomieu)
    - Chantées dans le film L'Œil en coulisses

  - La Pagaïa (paroles de Jean Boyer)
    - Chantée dans l'opérette L'École des Femmes Nues

  - Elle et Lui (paroles d'André Hornez)
  - Et puis (paroles d'André Hornez)
  - Le Vrai Mambo (paroles d'André Hornez)
- Édith Georges
  - Comment me Préférez-vous ? (paroles de Jean Boyer)
    - Chantée dans l'opérette L'École des Femmes Nues

  - Oh ! Zoé (paroles d'André Hornez)
    - Chantée dans le film Les deux font la paire
- Fernand Gignac
  - Maître Pierre (paroles de Jacques Plante)
- Ginette Giner
  - La Clé de mon Cœur (paroles d'André Hornez)
    - Chantée dans l'opérette Baratin
- Yvette Giraud
  - C'est si bon (paroles d'André Hornez)
  - Deux Amoureux sur un Banc (paroles d'André Hornez)
  - Maître Pierre (paroles de Jacques Plante)
- Raymond Girerd
  - Mais qu’est-ce que j’ai ? (paroles d'Édith Piaf)
- Lynda Gloria
  - La Plus Belle Fille (paroles d'André Hornez)
    - Chantée dans la revue Folies Chéries
- Georges Guétary
  - Au Volant d’une Auto (paroles d'André Hornez et René Rouzaud)
  - Toutes les Femmes (paroles d'André Hornez et René Rouzaud)
  - Vive le Camping (paroles d'André Hornez et René Rouzaud)
    - Chantées dans le film Une fille sur la route

  - Cherchez la Femme (paroles d'André Hornez)
  - Tout Vient à Point (paroles d'André Hornez)
    - Chantées dans le film Le Chemin du paradis

  - Maître Pierre (paroles de Jacques Plante)
  - C'est Noël (paroles de Jean Manse)
- Bernard Hilda
  - C'est si bon (paroles d'André Hornez)
  - Maître Pierre (paroles de Jacques Plante)
- Rudy Hirigoyen
  - L’Auberge Fleurie (paroles d'André Salvet et Francis Lopez)
  - Va ! (paroles d'André Salvet et Pierre Guitton)
    - Chantées dans le film L'Auberge en folie

  - Bonjour à Paris (paroles de Raymond Vincy)
  - Le Marché de Santa Cruz (paroles de Raymond Vincy)
  - Maria (paroles de Raymond Vincy)
  - Mia Cara Carina (paroles de Raymond Vincy)
  - La Porte du Soleil (paroles de Raymond Vincy)
  - Ragazzinella (paroles de Raymond Vincy)
  - Sur ma Charrette Sicilienne (paroles de Raymond Vincy)
    - Chantées dans l'opérette Maria Flora

  - Le Manzanilla (paroles de Maurice Vandair)
- Christiane Jaquier
  - La Fontaine de Saint Eloi (paroles de Jean Nohain)
  - La Pluie et le Beau Temps (paroles de Jean Nohain)
    - Chantées dans le film Soyez les bienvenus
- Rina Ketty
  - Bonne Nuit, Chérie (paroles de Maurice Chevalier)
- Liliane Lanson
  - Choisir un Mari (paroles de Raymond Vincy)
    - Chantée dans l'opérette Maria Flora
- Roger Lanzac
  - Ollé, Ollé… Tickets, Tickets... (paroles de Jean Nohain)
  - Touchant, Touchant (paroles de Jean Nohain)
    - Chantées dans le film Soyez les bienvenus
- Linette Lemercier
  - Maître Pierre (paroles de Jacques Plante)
- Lilo
  - C’est pas d’ma Faute (paroles de Raymond Vincy)
  - Maria (paroles de Raymond Vincy)
  - Toute Seule à Paris (paroles de Raymond Vincy)
    - Chantées dans l'opérette Maria Flora
- Lucien Lupi
  - Coucher Dessus, Coucher Dessous (paroles d'André Hornez)
  - Faisons Semblant d’Être Amoureux (paroles d'André Hornez)
    - Chantées dans l'opérette Mobilette
- Rose Mania
  - Les Pépées de Papeete (paroles d'André Hornez)
    - Chantée dans l'opérette Maria Flora
- Jean Marco
  - C'est si bon (paroles d'André Hornez)
  - Le Chapeau à Plumes (paroles de Maurice Vandair)
  - Le Charbon de la Ruhr (paroles de Maurice Vandair)
  - Maître Pierre (paroles de Jacques Plante)
- Léo Marjane
  - Incrédulité (paroles de Maurice Vandair)
- Félix Marten
  - Rien dans les mains, rien dans les poches (paroles d'André Hornez)
    - Chantée dans le court-métrage Hôtel des Artistes : Saisie
- Monique Maurène
  - L’Amour ! L’Amour ! (paroles de Jean Nohain)
    - Chantée dans le film Soyez les bienvenus
- Armand Mestral
  - Le Beau Pedro (paroles de Jean Nohain)
    - Chantée dans le film Soyez les bienvenus
- Pierre Mingand
  - Rien dans les mains, rien dans les poches (paroles d'André Hornez)
- Yves Montand
  - C'est si bon (paroles d'André Hornez)
  - Mais qu’est-ce que j’ai ? (paroles d'Édith Piaf)
  - Maître Pierre (paroles de Jacques Plante)
  - Rien dans les mains, rien dans les poches (paroles d'André Hornez)
- René Morel
  - L'Amour de Ninette (paroles de Maurice Vandair)
  - Farandole en Provence (paroles de Maurice Vandair)
  - Mam'zelle Printemps (paroles de Maurice Vandair)
    - Chantées dans l'opérette Mam'zelle Printemps
- Marcel Mouloudji
  - Y a pas d’quoi (paroles d'André Hornez)
- Roger Nicolas
  - App’lez-moi l’Gérant (paroles d'André Hornez)
  - Les Baobabs (paroles d'André Hornez)
  - Baratin (paroles d'André Hornez)
    - Chantées dans l'opérette Baratin
- Clairette Oddera
  - Si tu Voulais (paroles de Maurice Vandair)
  - Toujours d'Accord (paroles de Maurice Vandair)
    - Chantées dans l'opérette Mam'zelle Printemps
- Paola
  - Maria (paroles de Raymond Vincy)
  - Le Tambour du Régiment (paroles de Raymond Vincy)
  - Toute Seule à Paris (paroles de Raymond Vincy)
    - Chantées dans l'opérette Maria Flora
- Jean Patart
  - Je Cherche une Étoile (paroles de René Rouzaud)
  - Maître Pierre (paroles de Jacques Plante)
- Jean Philippe
  - Les Étangs de Sologne (paroles de Paul Vialar)
    - Chantée dans l'émission télé Toute la Chanson
- Jacques Pills
  - Confidences (paroles de Jean Boyer)
  - Je Cherche un Cœur (paroles de Jean Boyer)
  - Mais où donc ? (paroles de Jean Boyer)
    - Chantées dans l'opérette L'École des Femmes Nues

  - Maître Pierre (paroles de Jacques Plante)
    - Chantée dans le court-métrage Compositeurs et Chansons de Paris

  - Dictionnaire (paroles de Jacques Pills)
  - Elle et Lui (paroles d'André Hornez)
- Rellys
  - Neuf fois sur Dix (paroles d'André Hornez)
    - Chantée dans le film Amédée
- Michel Roger
  - Je Cherche une Étoile (paroles de René Rouzaud)
  - Sérénade au Nuage (paroles de Maurice Vandair)
- Tino Rossi
  - Il Fait Beau (paroles de Jacques Mareuil)
  - Si j’Étais Marin (paroles de Jacques Mareuil)
    - Chantées dans l'opérette Le Marchand de Soleil

  - C'est Noël (paroles de Jean Manse)
  - C'est si bon (paroles d'André Hornez)
  - Si tu Voulais m’Aimer (paroles d'André Hornez)
- Dominique Tirmont
  - Corps et Âme (paroles d'André Hornez)
  - Du Moment… (paroles d'André Hornez)
    - Chantées dans l'opérette Baratin
- Tohama
  - Elle Chante (paroles de René Rouzaud)
  - Maître Pierre (paroles de Jacques Plante)
- Jean Vallin
  - Le Marché de Santa Cruz (paroles de Raymond Vincy)
  - Maria (paroles de Raymond Vincy)
    - Chantées dans l'opérette Maria Flora
- Roger Varnay
  - Le Régiment des mandolines (paroles de Maurice Vandair)

#### Chansons composées en collaboration
- 1957 :
  - L'Auberge Fleurie, musique co-écrite avec Rolf Marbot, interprétation de Rudy Hirigoyen, orchestration de Paul Bonneau
- 1958 :
  - Si tu Voulais m'Aimer, musique co-écrite avec Jean-Pierre Landreau, interprétation de Tino Rossi, orchestration de Pierre Spiers
- 1959 :
  - Avec et Paris mes Amours, musique co-écrite avec Bruno Coquatrix, interprétation de Joséphine Baker, orchestration de Jo Bouillon

#### Chansons orchestrées
- 1941 :
  - Amuse-toi, Arc-en-Ciel, Le Régiment des Jambes Louis XV, Notre Espoir, On Veut tant s'Aimer et Vous ne Direz pas toujours Non (musique de Jean Marion), interprétation de Maurice Chevalier
- 1945 :
  - C'est la Fête au Pays (musique d'Henri Bourtayre), Chanson Populaire, Le P'tit Père la Taupe et Mandarinade, interprétation de Maurice Chevalier
- 1948 :
  - Maître Pierre, interprétation d'Yves Montand
- 1950 :
  - Comment me Préférez-vous ?, Confidences, Je Cherche un Cœur et La Pagaïa, interprétation de Jacques Pills
- 1963 :
  - Consuela, Marche Grecque, Mon Grand et Paris-Paname, interprétation de Jean-Pierre Darras et Philippe Noiret

#### Chansons interprétées
- 1946 :
  - Le Régiment des mandolines (en duo avec Jo Charrier), orchestration de Jacques Hélian
- 1949 :
  - Les Baobabs, orchestration de Ray Ventura
- 1950 :
  - Maître Pierre (à la radio), orchestration de Paul Durand

#### Chansons adaptées en anglais
- 1949 :
  - C'est si bon, paroles de Jerry Seelen, interprétation de Johnny Desmond (en)
  - Mais qu’est-ce que j’ai ? (titre anglais : What Can I Do ?), paroles d'Harold Rome, interprétation de Madelyn Russell
- 1951 :
  - Maître Pierre (titre anglais : The Windmill Song), paroles de Mitchell Parish, interprétation des Sœurs Andrews
- 1956 :
  - Donnez-moi tout ça (titre anglais : Give Me More), paroles de William Engvick, interprétation de Don Cherry (singer) (en)

## Discographie
- Les Chansons de ma Jeunesse : Henri Betti, Marianne Mélodie, Roubaix, 2016.